# HD 208682
HD 208682，又名BD+64 1607，SAO 19742、HR 8375，是一颗恒星，视星等为5.86，位于銀經105.89，銀緯8.45，其B1900.0坐标为赤經21h 52m 53.6s，赤緯+64° 8.45′ 45″。